# Alides Hidding
Alides Hidding (Schoonoord, 30 januari 1954) is een Nederlandse muzikant en componist. Hij is bekend als zanger en gitarist van Time Bandits. Met Hiddings kopstem als handelsmerk heeft de band begin jaren tachtig internationaal succes met een muzikale mix van disco, funk, soul en rock.

## Biografie

### Eerste muzikale stappen
Alidus Hidding (de voornaam wordt later – met internationale roem in het achterhoofd - op aanraden van de platenmaatschappij verbasterd tot Alides) groeit op in het dorp Odoornerveen, dat grenst aan Schoonoord, in Drenthe. Hij schopt het op zijn elfde tot Drents kampioen accordeonspelen. ‘Maar daarna raakte ik in de ban van de gitaren en was het gedaan met de accordeon.’ 
Hiddings eerste bandje is Orb, een symfonische rockband die alleen bekendheid geniet in Emmen en omstreken. Ook volgende bands ontstijgen de regio niet. In 1978 treedt Hidding als toetsenist toe tot de Groningse band Boozy. De funkband rond Berth Tamaëla (later bekend van Fox the Fox) heeft een jaar eerder twee Top 40-hits gescoord maar stopt er in 1979 mee.

### Hollywood Seven
De doorbraak voor Hidding komt als Kayak-drummer en producer Pim Koopman hem in 1980 vraagt een lied in te zingen dat hij nog op de plank heeft liggen. ‘Hollywood Seven’ komt uit de pen van de Amerikanen Gloria Sklerov en Harry Lloyd, die ook ‘House for sale’ van Lucifer geschreven hebben.
Hiddings karakteristieke stem past volgens Koopman perfect bij het door gitaren voortgestuwde nummer over een meisje dat naar Los Angeles verhuist voor een filmcarrière, maar daar troosteloos aan haar eind komt. ‘Hollywood Seven’ bereikt in de zomer van 1980 de 25e plaats in de Top 40.

### Oprichting Time Bandits
Een solocarrière ligt voor de hand, maar die kant wil Hidding niet op. ‘Ik vind het veel leuker om met anderen samen te werken in een band. Communiceren via muziek is het mooiste wat er is.’ 
Hij is ten tijde van ‘Hollywood Seven’ al bezig een band te formeren. Time Bandits is vernoemd naar de film van Monty Python-lid Terry Gilliam. De band bestaat in de beginfase naast zanger en gitarist Hidding uit bassist Peter Smid (eerder in Houseband), drummer Tommy Bachman en toetsenist Otto Cooymans (Hollander en later in Vitesse).

### Doorbraak
Een jaar later maken Cooymans en Bachman plaats voor de Zweedse toetsenist Åke Danielson (van The Meteors) en drummer Joris Alberda. Met de eerste single is het eind 1981 direct raak. ‘Live it up’ bereikt in Nederland de top 10 en haalt in de Verenigde Staten de zesde plaats in de Billboard Hot Dance/Disco-chart, een rangschikking van de meest gedraaide clubhits. Daarmee is de muzikale richting van de band bepaald. Het succes aan de oostkust leidt tot een optreden in de legendarische club Studio 54 in New York, herinnert Hidding zich.
Time Bandits scoort in 1983 drie Nederlandse top 10-hits. ‘I’m specialized in you’ behaalt de tweede plaats in de Top 40. Hidding schrijft het nummer naar eigen zeggen in zeven minuten. ‘Dat begon als grap. Ik dacht: laat ik ook eens iets doen wat lekker voortkabbelt.’ 
Over ‘Listen to the man with the golden voice’ hoort Hidding vaak beweren dat het over David Bowie zou gaan. Die fabel weerspreekt de componist. Het gaat over de verleidingen van het nachtleven, de duivel die je lokt. 

### Internationaal succes
Het succes beperkt zich niet tot de landsgrenzen. In Frankrijk worden 450.000 exemplaren verkocht van ‘I’m specialized in you’. Ook in Portugal wordt de top 10 gehaald. ‘I’m only shooting love’ bereikt de tweede plaats in de Billboard Hot Dance/Disco-chart in de Verenigde Staten.

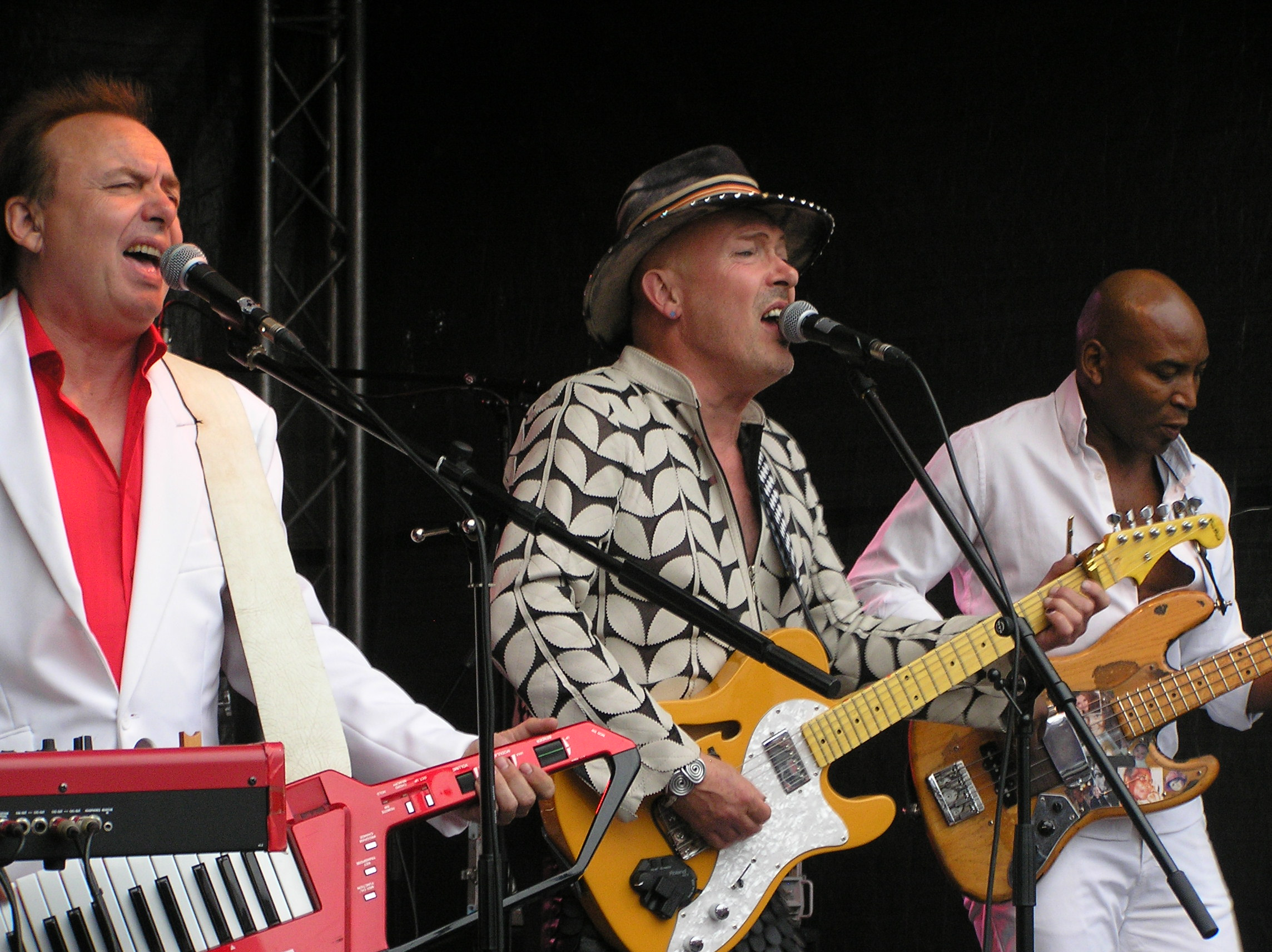
Een optreden van Time Bandits in 2016. Van links naar rechts Ake Danielson, Alides Hidding, Gerold Olieberg.

Verschillende Europese tournees volgen. In het oog springen de kleurige en extravagante outfits van de band. ‘Die tijd bracht dat met zich mee. Grote kapsels, oogschaduw. Je kunt in een spijkerbroek op het podium gaan staan, maar dan klopt het niet’, zegt Hidding in het boek ‘Listen to the man with the golden voice’. 

### Tour down under
Het meest tot de verbeelding spreekt het succes van Time Bandits aan de andere kant van de wereld. ‘I’m only shooting love’ staat in de eerste week van juli 1984 bovenaan de hitlijsten in Nieuw-Zeeland. Die single haalt de top 10 in Australië, evenals opvolger ‘Endless road’. 
Time Bandits tourt in het voorjaar van 1985 enkele maanden door het zuiden van Australië, in een deels nieuwe bezetting. Bassist Dick Schulte Nordholt en drummer Kim Haworth hebben in 1984 het stokje overgenomen van Smid en Alberda. Beiden zijn, net als Danielson, afkomstig uit The Meteors. Het maakt het geluid van Time Bandits steviger. 
‘De ultieme jongensdroom’, noemt Hidding de tour door Australië. ‘We hebben zelfs met een privévliegtuig gereisd, dat kan niemand je meer afpakken.’ * Tijdens het touren wordt een clip opgenomen voor ‘Endless road’. Dat lied gaat niet over de uitgestrekte wegen van Australië, maar over ‘de zoektocht naar de ideale partner, die niet gemakkelijk is’.  Ook presenteren Hidding en Danielson als 'guest hosts' een aflevering van Countdown Australia.

### Samenwerking met Dan Hartman
Midden jaren tachtig brengt platenmaatschappij EMI Hidding in contact met zanger, liedschrijver en producer Dan Hartman, bekend van hits als Relight my fire en I can dream about you.
Met Hartman en liedschrijver Charlie Midnight – samen rond die tijd ook verantwoordelijk voor Living in America van James Brown – schrijft Hidding ‘I won’t steal away’. Het wordt in april 1986 de laatste Top 40-hit voor Time Bandits.
Hidding verkast naar Los Angeles om samen met Midnight en Hartman nummers te schrijven voor een nieuw Time Bandits-album. Zijn bandleden is Hidding door dit intermezzo kwijtgeraakt. Voor het nieuwe album heeft de frontman zich omringd met nieuwe muzikanten: Hugo de Bruin (gitaar), Jean Monseau (drums), Loek Conraad (toetsen) en Michel de Groot (bas). Het album ‘Can’t wait for another world’ komt uit in 1987. ‘We’ll be dancing’ en ‘Wildfire’ blijven in de tipparade steken.
In New York maakt Hidding muziek voor de Nederlands-Amerikaanse tekenfilmserie ‘Star Street’, die vanaf 1989 in 34 afleveringen wordt uitgezonden.

### Songwriter
In 1991 keert Hidding terug naar Europa. Hij vestigt zich in Kasterlee, België en schrijft liedjes voor anderen. Zijn compositie ‘Regen van geluk’ wordt in 1995 een top 10-hit voor Dana Winner. Met Barbara Dex doet Hidding in 2004 mee aan de Belgische voorronde voor het Eurovisie Songfestival. Het liedje ‘One life’ wint niet, maar komt tot de 11e plaats in de Belgische hitlijst. Andere artiesten die liedjes van Hidding opnemen zijn Jennifer Rush en The Nylons.

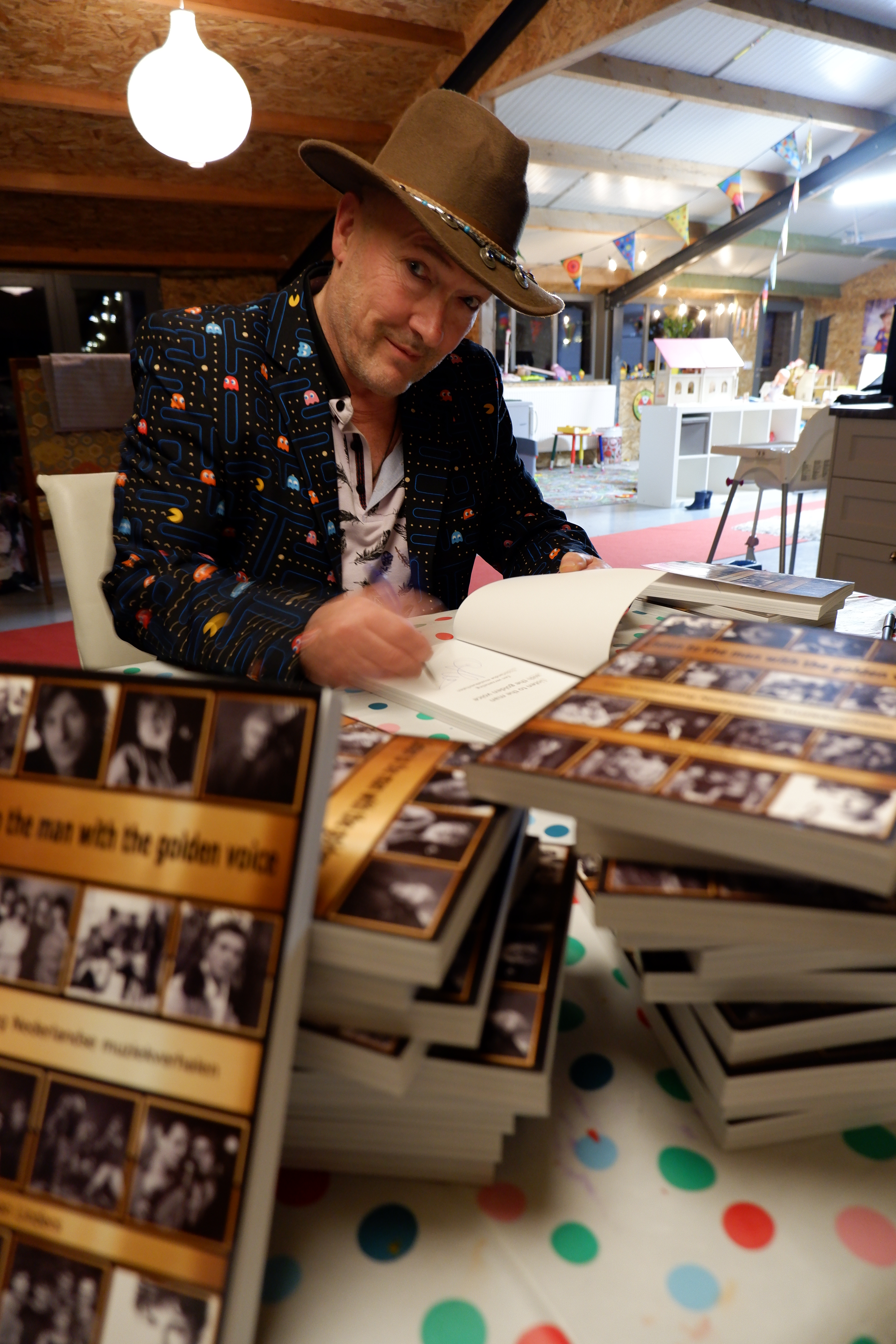
Alides Hidding in 2022.

### Terugkeer Time Bandits
In 2012 is Time Bandits terug met een nieuwe cd, ‘Out of the blue’, die in Paradiso wordt gepresenteerd. Naast Hidding en Danielson bestaat de bezetting uit drummer Olaf Noordanus en bassist Gerold Olieberg. Ook staat de band weer regelmatig op podia in Nederland en België.
Sinds 2024 treedt Hidding op als Time Bandits vergezeld door een wisselende begeleidingsband.

### Beste zangers
Alides Hidding toont in 2021 zijn veelzijdigheid in het AVROTROS-programma Beste zangers, waarin hij eigen uitvoeringen brengt van liedjes van onder anderen Roel van Velzen, Karsu en Hendrik Jan Bökkers.
Met Nederpop All Stars tourt Hidding vanaf 2023 langs Nederlandse theaters en zalen onder de noemer ‘Nacht van de Nederpop’, samen met gastzangers Lois Lane, Henk Westbroek  (Het Goede Doel), Erik Mesie (Toontje Lager), Nol Havens (VOF de Kunst) en Hans de Booij.

## Discografie

### Singles
| Single met eventuele hitnotering(en) in de Nederlandse Top 40 | Datum van verschijnen | Datum van binnenkomst | Hoogste positie | Aantal weken | Opmerkingen                                                                             |
| ------------------------------------------------------------- | --------------------- | --------------------- | --------------- | ------------ | --------------------------------------------------------------------------------------- |
| Hollywood seven                                               |                       | 05-07-1980            | 25              | 5            | #26 in de Nationale Hitparade / #20 in de TROS Top 50 / NCRV Favorietschijf Hilversum 3 |

### NPO Radio 2 Top 2000
| Nummer met noteringen in de NPO Radio 2 Top 2000 | '00  | '01  | '02  | '03  |
| ------------------------------------------------ | ---- | ---- | ---- | ---- |
| Hollywood Seven                                  | 1439 | 1637 | 1555 | 1750 |

1. ↑  Een vetgedrukt getal geeft de hoogste notering aan.
2. ↑  2000 was het eerste jaar met een notering voor dit nummer.
3. ↑  Deze tabel is bijgewerkt tot en met de laatste editie (2024).

## Privé
Hidding heeft sinds mei 2004 een relatie met de Belgische Ann Verberk (1973). Op 12-12-12 zijn ze in het huwelijk getreden. Ze hebben samen twee kinderen: dochter Mikki Mae (2017) en zoon Mason Lee (2019). Het gezin woont in Ravels. Hidding heeft al een zoon uit zijn eerste huwelijk, Alidus jr. (2001).